# Fernando Chalana
Fernando Albino da Sousa Chalana, más conocido como Fernando Chalana, (Barreiro, 10 de febrero de 1959 - Lisboa, 10 de agosto de 2022) fue un futbolista portugués que jugaba de extremo y llegó a ser internacional por la selección de fútbol de Portugal. También fue entrenador y formó parte del cuerpo técnico del Benfica entre 2005 y 2009.

## Carrera internacional
Chalana debutó con la selección de fútbol de Portugal el 17 de noviembre de 1976, en un partido de Clasificación de UEFA para la Copa Mundial de Fútbol de 1978 frente a la selección de fútbol de Dinamarca.
Con la selección disputó la Eurocopa 1984, en donde fue una de las grandes figuras del torneo.
Su último partido con la selección fue un amistoso frente a la selección de fútbol de Suecia el 12 de noviembre de 1988.

## Clubes
| Club                 | País     | Año         |
| -------------------- | -------- | ----------- |
| Benfica              | Portugal | 1976 - 1984 |
| Girondins de Burdeos | Francia  | 1984 - 1987 |
| Benfica              | Portugal | 1987 - 1990 |
| Belenenses           | Portugal | 1990 - 1991 |
| Estrela Amadora      | Portugal | 1991 - 1992 |

## Palmarés

### Títulos nacionales
| Título                | Club                 | País     | Año  |
| --------------------- | -------------------- | -------- | ---- |
| Primeira Liga         | Benfica              | Portugal | 1976 |
| Primeira Liga         | Benfica              | Portugal | 1977 |
| Copa de Portugal      | Benfica              | Portugal | 1980 |
| Supercopa de Portugal | Benfica              | Portugal | 1980 |
| Primeira Liga         | Benfica              | Portugal | 1981 |
| Copa de Portugal      | Benfica              | Portugal | 1981 |
| Primeira Liga         | Benfica              | Portugal | 1983 |
| Copa de Portugal      | Benfica              | Portugal | 1983 |
| Primeira Liga         | Benfica              | Portugal | 1984 |
| Ligue 1               | Girondins de Burdeos | Francia  | 1985 |
| Copa de Francia       | Girondins de Burdeos | Francia  | 1986 |
| Supercopa de Francia  | Girondins de Burdeos | Francia  | 1986 |
| Ligue 1               | Girondins de Burdeos | Francia  | 1987 |
| Copa de Francia       | Girondins de Burdeos | Francia  | 1987 |
| Primeira Liga         | Benfica              | Portugal | 1989 |
| Supercopa de Portugal | Benfica              | Portugal | 1989 |

### Distinciones individuales
| Distinción                                      | Año  |
| ----------------------------------------------- | ---- |
| Futbolista del año en Portugal                  | 1976 |
| Incluido en el equipo ideal de la Eurocopa 1984 | 1984 |
| Futbolista del año en Portugal                  | 1984 |